# Lime Juice Cordial

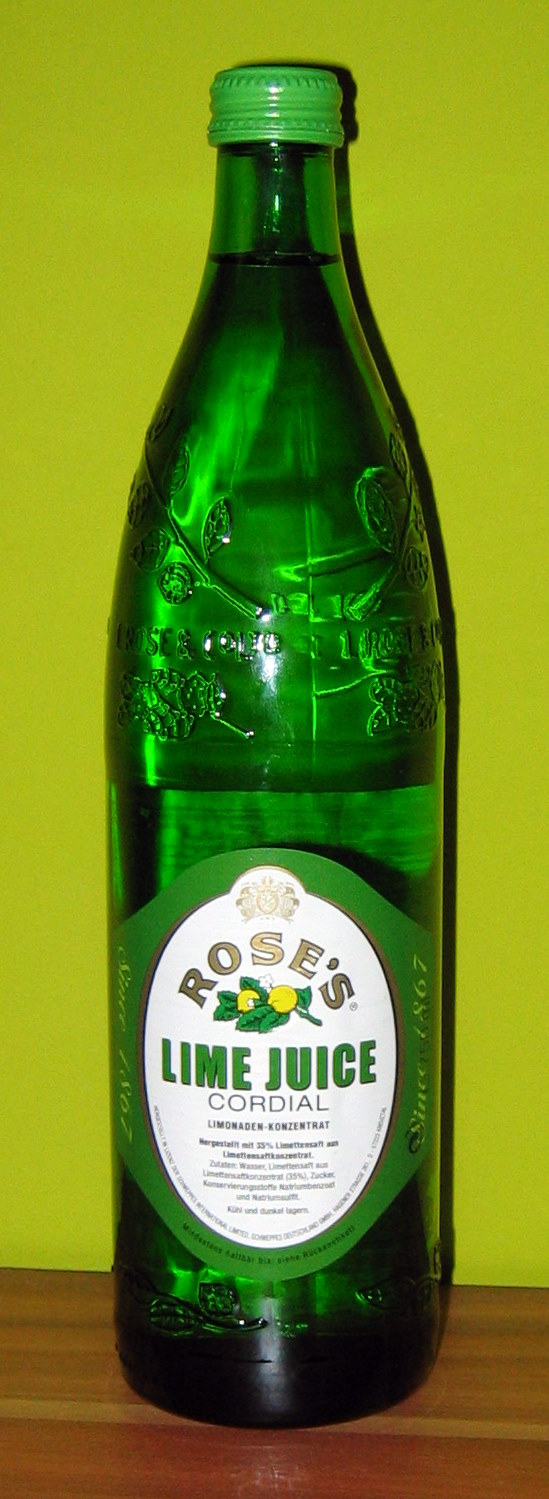
Eine Flasche Rose’s Lime Juice.

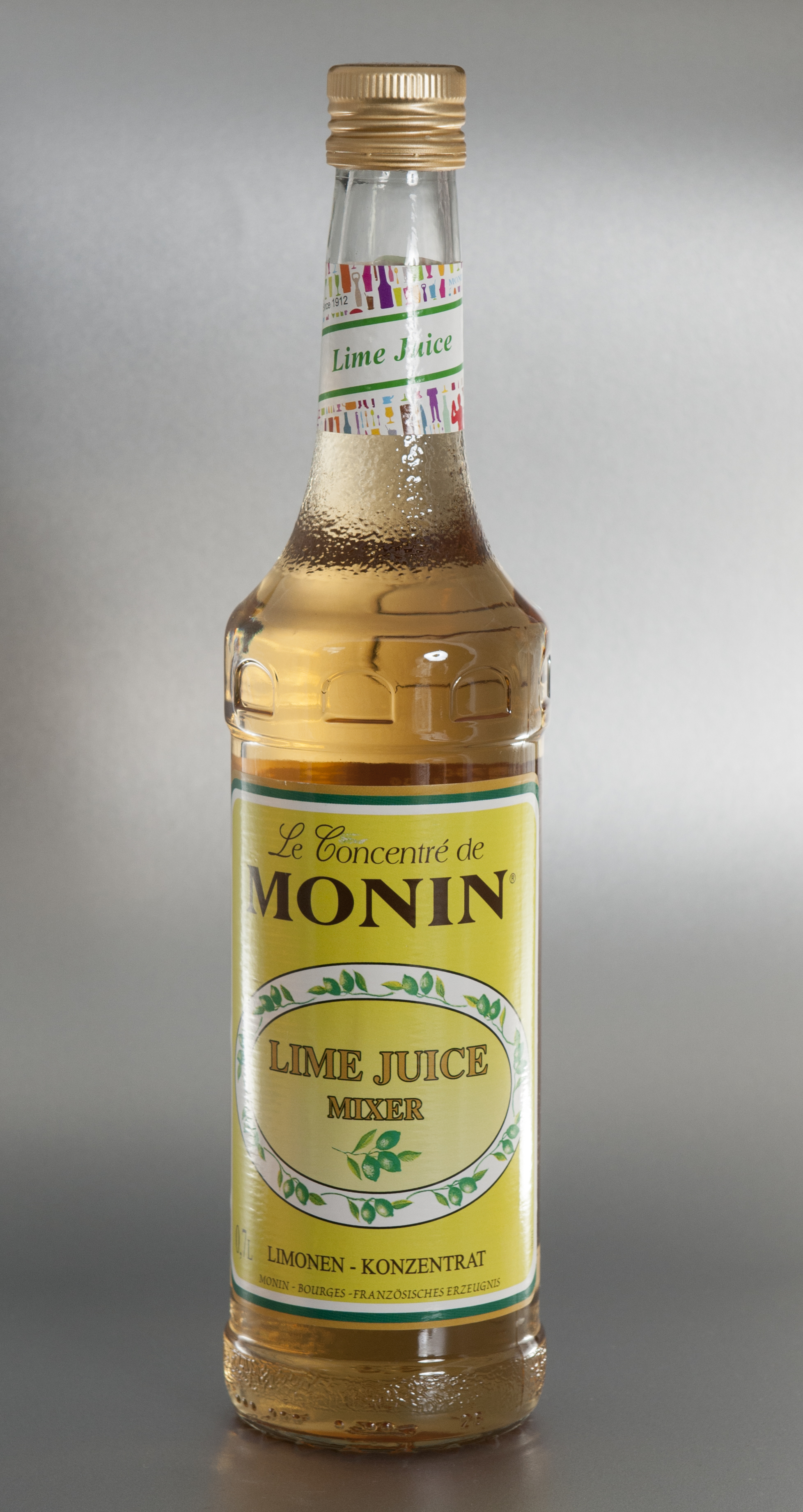
Lime Juice Cordial von Monin

Als Lime Juice Cordial, Lime Juice Cordial Mixer oder kurz Lime Juice (von englisch lime juice = Limettensaft und Cordial = ursprünglich: Stärkungsmittel) werden verschiedene alkoholfreie und gesüßte Getränkezusätze bezeichnet, die Saft aus Limetten enthalten.

## Rezeptur und Verwendung
Im Gegensatz zu frischem Limettensaft ist ein Lime Juice Cordial gesüßt, jedoch nicht so stark wie Limettensirup. Je nach Hersteller variiert der Fruchtsaftgehalt zwischen 30 % und über 50 %. Neben Wasser, Limettensaft und Zucker kann Lime Juice Cordial auch andere Zitrussäfte, Aroma- und Konservierungsstoffe enthalten.
Der erste bekannte Lime Juice Cordial wurde Mitte des 19. Jahrhunderts von Lauchlin Rose im schottischen Edinburgh hergestellt. Damals führten Schiffe bei längeren Reisen leicht verderbliche Vorräte an Zitrusfrüchten oder mit Rum konservierten Limettensaft mit sich, um Skorbut vorzubeugen. Der neuartige Rose’s Lime Juice sollte besser zu lagern und durch den Verzicht auf Alkohol gesünder sein.
Durch moderne Methoden der Lebensmittelkonservierung wird in der Schifffahrt heute kein Lime Juice Cordial mehr benötigt, aber er hat sich als ein Grundbestandteil vieler klassischer Cocktails etabliert, da frische Limetten zum Beispiel in Deutschland bis in die 1990er-Jahre hinein nur schwer oder gar nicht erhältlich waren. Vor allem in älteren Fachbüchern und Cocktail-Rezepten ist daher mit der Zutat Lime Juice oft nicht frischer Limettensaft – (fresh) lime juice –, sondern ein Lime Juice Cordial gemeint. Traditionell wird der Gimlet mit Lime Juice Cordial zubereitet.

## Marken und Produkte
1865 gründete Rose die Firma L. Rose & Company und ließ das Verfahren 1867 patentieren. Im selben Jahr wurde der Merchant Shipping Act verabschiedet, der alle Schiffe der Royal Navy und alle britischen Handelsschiffe verpflichtete, Limettensaft in täglichen Rationen an die Mannschaft auszuschenken. Wichtigster Lieferant wurde die L. Rose & Company. 1895 erwarb das Unternehmen eigene Plantagen auf Dominica, 1924 an der Goldküste, dem heutigen Ghana. 1957 erwarb Schweppes das Unternehmen. Später wechselte der Unternehmensteil in die USA und wurde schließlich im Jahr 2008 Teil der neugegründeten Dr Pepper Snapple Group. Rose’s Lime Juice – abgekürzt oft schlicht als Rose’s bezeichnet – wird noch heute produziert, die Rezepturen unterscheiden sich aber je nach Absatzmarkt leicht. In Deutschland wurde Rose’s Lime Juice von Schweppes Deutschland hergestellt und vertrieben, einem Unternehmen der Krombacher-Gruppe. Seit Beginn des Jahres 2021 wurde der Vertrieb von Rose's Lime Juice in Deutschland und Österreich eingestellt.
Neben der Firma L. Rose & Company wurde 1882 auch die John´s Juices Ltd. als offizieller Lieferant der Royal Navy zugelassen. Die Marke wurde 1996 von dem Münchener Getränkefachgroßhändler Josef A. Korn GmbH & Co. Weinhandels-KG aufgekauft und existiert weiter unter dem Namen John's Natural Cordials.
Inzwischen wird Lime Juice Cordial von zahlreichen Sirupherstellern angeboten. Auf dem deutschen Markt ist im Lebensmitteleinzelhandel neben Rose’s Lime Juice vor allem das Produkt von Monin verbreitet.